# Lindome landskommun
Lindome landskommun var en tidigare kommun i Hallands län. 

## Administrativ historik
Den inrättades i Lindome socken i Fjäre härad i Halland när 1862 års kommunalförordningar trädde i kraft 1863. 
Kommunen påverkades inte av kommunreformen 1952.
Vid kommunreformen 1971 lades den samman med Mölndals kommun, och området överfördes därmed till Göteborgs och Bohus län, numera Västra Götalands län.
Kommunkoden 1952–1970 var 1333.

### Kyrklig tillhörighet
I kyrkligt hänseende tillhörde kommunen Lindome församling.

## Geografi
Lindome landskommun omfattade den 1 januari 1952 en areal av 81,78 km², varav 77,70 km² land.

### Tätorter i kommunen 1960
I Lindome landskommun fanns tätorten Annestorp, som hade 1 107 invånare den 1 november 1960. Tätortsgraden i kommunen var då 35,7 procent.

## Politik

### Mandatfördelning i valen 1938-1966
| 8 | 10 | 7 |

| 24 |

|  | 9 | 10 | 5 |

| 22 |

| 2 | 10 | 10 | 3 |

| 21 | 4 |

| 11 | 8 | 4 | 2 |

| 23 |

|  | 10 | 5 | 6 | 3 |

| 23 |

|  | 10 | 3 | 7 | 4 |

| 22 |

|  | 11 | 6 | 4 | 3 |

| 22 |

| 2 | 13 | 7 | 9 | 4 |

| 30 | 5 |